# 長崎テレメッセージ
長崎テレメッセージ（ながさきテレメッセージ）は、かつて1980年代後半から1990年代にかけて長崎県をサービスエリアとしてポケットベルなどの事業を行っていた企業。

## 概要
当時はテレメの通称で知られ、1990年代中盤の爆発的なポケベル人気の中でNTTドコモと並んで加入者を急増させたが、その後ポケベル人気の中核をなしていた高校生から20代前半の若者らが携帯電話やPHSに急速に移行したことから基地局などの通信設備が過剰となり、その減価償却などに苦しむこととなった。

## 沿革
- 1986年12月16日 - 設立
- 1987年
  - 11月4日 - 事業申請、無線局免許申請[1]
  - 12月21日 - 第一種通信事業許可[2]
- 1988年6月1日 - 開業[3][4]
- 2000年
  - 3月27日 - 解散を臨時株主総会で決議[5]
  - 4月 - 特別清算

## 通信端末
詳細はテレメッセージ内の通信端末を参照のこと。